# Deutsche Liga für Völkerbund
La Deutsche Liga für Völkerbund (DLfV) (en français Ligue allemande pour la Société des Nations) était une organisation pacifiste allemande qui s'est impliquée entre 1918 et 1933 dans l'idée de la Société des Nations.

## Historique
Elle est fondée après la Première Guerre mondiale le 17 décembre 1918 sous l'impulsion de Matthias Erzberger. Parmi les membres fondateurs, on compte des sociaux-démocrates (aussi bien du Parti social-démocrate que du Parti social-démocrate indépendant), des hommes politiques des partis libéraux et du Zentrum, des diplomates, des scientifiques, des entrepreneurs ou des représentants des organisations économiques. On peut citer par exemple Hans Simons, Walther Schücking, Ernst Jaeckh, Robert Bosch, Hjalmar Schacht ou Wilhelm Cuno. 
La Ligue se donne pour but de préparer et de sécuriser la SdN, de propager l'idée d'une telle organisation et de favoriser la collaboration avec les organisations étrangères de même obédience. Le travail de recherche scientifique sur la SdN fait également partie des buts de l'organisation. La Ligue publie alors une multitude de brochures et de tracts et organise quelques manifestations. 
La Ligue se prononce contre le Traité de Versailles et milite pour l'entrée de l'Allemagne dans la Société des Nations, événement qui se produit en 1926. Elle entretient par ce fait de bon rapports avec le Ministère des Affaires étrangères (deux de ses membres – Walter Simons et Friedrich Rosen - ont successivement été ministres des Affaires étrangères) qui la soutient financièrement et qui l'incorpore dans son budget en 1928, faisant de l'organisation un outil.
La coopération non-étroite avec le Deutsches Friedenskartell, l'organisation faîtière regroupant les organisations pacifistes, est rompue lorsque la Ligue s'ouvre à des hommes politiques de droite auxquels appartiennent Walter Lambach, une personnalité dirigeante du Deutschnationaler Handlungsgehilfen-Verband, Otto Hoetzsch et Axel von Freytagh-Loringhoven. 
Après l'arrivée au pouvoir des nationaux-socialistes, l'organisation est mise au pas et renommée en Deutsche Gesellschaft für Völkerbundfragen (Société allemande pour les questions sur la SdN). Le président en est Heinrich Schnee, ancien gouverneur de l'Afrique orientale allemande. La société devient le porte-parole de la politique étrangère du Troisième Reich. Après la sortie de l'Allemagne de la SdN et de la Conférence de Genève sur le désarmement, l'organisation ne joue plus aucun rôle. Elle continue d'exister jusqu'en 1945 en s'occupant principalement d'études sur le droit international.